# Yousef Al-Salem
Yousef Al-Salem (in arabo يوسف السالم‎?; Dammam, 4 maggio 1985 – Al-Jubayl, 12 febbraio 2023) è stato un calciatore saudita, di ruolo attaccante.

## Biografia
Al-Salem è deceduto improvvisamente la mattina del 12 febbraio 2023 a causa di un malore avvertito mentre si stava recando ad un allenamento con la propria squadra. Successivamente, venne dichiarato che il giocatore fu vittima di un altro malore circa un mese prima, a seguito del quale venne ricoverato in terapia intensiva.

## Carriera

### Club
Iniziò la propria carriera professionistica tra le file dell'Al-Qadisiyya, debuttando ufficialmente con esso nella stagione 2004-2005. Dopo la retrocessione del club nel 2008, si unì all'Al-Shabab a titolo definitivo. Con il club saudita riuscì a conquistare la King's Cup 2009 e la Coppa del Principe Faysal bin Fahd, finendo per totalizzare 13 presenze in campionato. 
Nel luglio del 2009 firmò un contratto quadriennale per l'Al-Ettifaq. In quattro stagioni totalizzò 132 presenze tra tutte le competizioni mettendo a segno 52 reti, finendo per abbandonare la squadra nel 2013 per accasarsi a parametro zero all'Al-Hilal. Nel 2015 conquistò la King's Cup e la Supercoppa saudita, mentre l'anno successivo vinse il suo primo titolo di Coppa del Principe della Corona saudita. Il 3 settembre 2016 fece ritorno all'Al-Ettifaq dopo aver rescisso consensualmente con l'Al-Hilal. Nel 2018, data la scadenza del suo contratto, lasciò la squadra. 
Tornò in campo nel 2020, anno in cui decise di unirsi all'Al-Jubail, squadra militante nella seconda divisione saudita, sottoscrivendo un contratto semestrale. Durante la sua permanenza riuscì a totalizzare solamente cinque presenze, prima di rescindere il proprio contratto. Nell'ottobre dello stesso anno trovò un accordo con l'Al-Thoqbah. Totalizzò 23 presenze in una stagione prima di fare ritorno all'Al-Jubail.

### Nazionale
Nel 2008 contribuì alla conquista della Coppa delle nazioni del Golfo Under-23 con la nazionale saudita under-23, vittoriosa sul Bahrein in finale. L'anno prima venne anche convocato in nazionale maggiore, con la quale mise a segno tre reti.

## Palmarès

### Competizioni nazionali
- Coppa del Re dei Campioni: 2

Al-Shabab: 2009; Al-Hilal: 2015
- Coppa del Principe Faysal bin Fahd: 1

Al-Shabab: 2008-2009
- Supercoppa saudita: 1

Al-Hilal: 2015
- Coppa del Principe della Corona saudita: 1

Al-Hilal: 2015-2016

### Nazionale
- Coppa delle nazioni del Golfo Under-23: 1

Arabia Saudita 2008